# Juldagen 1900

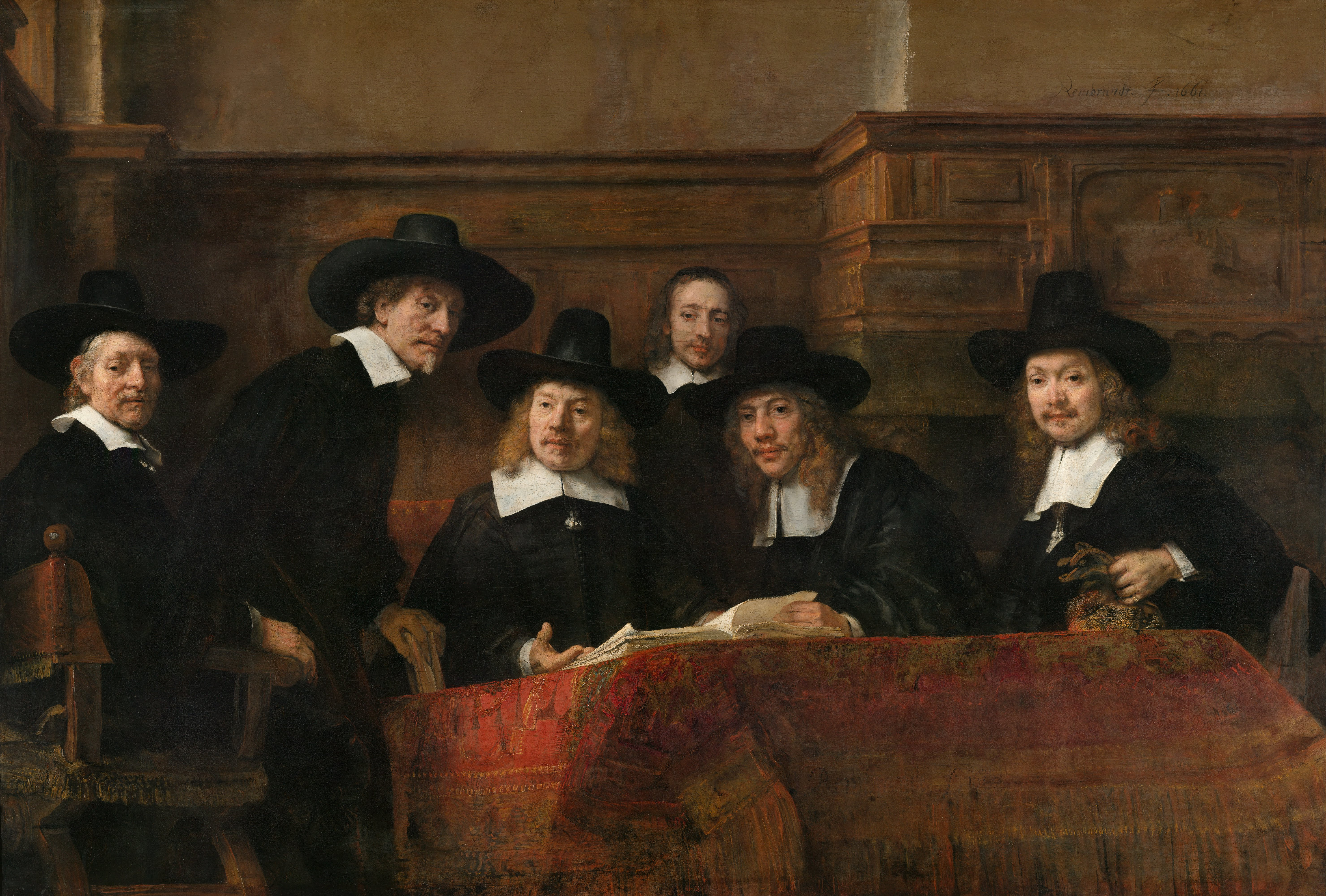
Klädesvävarskråets föreståndare i Amsterdam (1662) av Rembrandt.

Juldagen 1900 (danska: Juledag 1900) är en oljemålning från 1903 av den danske konstnären Michael Ancher. Målningen tillhör Skagens Museum sedan 1926.
Målningen visar familjen Brøndum-Anchers kvinnliga medlemmar, däribland konstnärens hustru, Anna Ancher (född Brøndum, till höger), och dotter Helga Ancher (andra från höger). Den äldre kvinnan i mitten är Ane Brøndum, Anna Anchers mor som finns avbildad i flera av hennes målningar, till exempel Konstnärens mor Ane Hedvig Brøndum i det röda rummet. Det är juldagen 1900 (det tog Ancher tre år att färdigställa målningen) och de befinner sig på Brøndums Hotel i Skagen. 
Skagenmålarna är framför allt förknippade med friluftsmåleri, men i denna målning visar Michael Ancher att han även influerats av holländskt 1600-tals måleri såsom Rembrandts Klädesvävarskråets föreståndare i Amsterdam.